# Carolina af Parma
Carolina af Parma (italiensk: Carolina Maria Teresa Giuseppa; 22. november 1770 – 1. marts 1804) var en prinsesse af det italienske hertugdømme Parma, der var datter af hertug Ferdinand 1. af Parma. Hun blev prinsesse af Sachsen, da hun giftede sig med prins Maximilian af Sachsen i 1792.

## Biografi
Prinsesse Carolina af Parma blev født den 22. november 1770 i Parma i Norditalien som det første barn af hertug Ferdinand 1. af Parma i hans ægteskab med ærkehertuginde Maria Amalia af Østrig. Hun blev gift per stedfortræder den 22. april 1792 i Parma og personligt den 9. maj 1792 i Dresden med prins Maximilian af Sachsen, der var yngste søn af kurfyrst Frederik Christian af Sachsen og Maria Antonia af Bayern. Hun døde den 1. marts 1804 i Dresden i Sachsen.

### Børn
1. Maria Amalia af Sachsen (1794–1870)
2. Maria Ferdinanda af Sachsen (1796–1865), gift med storhertug Ferdinand 3. af Toscana
3. Kong Frederik August 2. af Sachsen (1797–1854)
4. Clemens Maria Joseph af Sachsen (1798–1822)
5. Maria Anna af Sachsen (1799–1832), gift med storhertug Leopold 2. af Toscana
6. Kong Johan 1. af Sachsen (1801–1873)
7. Maria Josepha af Sachsen (1803–1829), gift med kong Ferdinand 7. af Spanien